# Coupe d'Europe de ski alpin 2003-2004
Navigation
Édition précédente Édition suivante
La Coupe d'Europe de ski alpin 2003-2004 est la 33e édition de la Coupe d'Europe de ski alpin, compétition de ski alpin organisée annuellement par la Fédération internationale de ski. Elle se déroule du 2 décembre 2003 au 13 mars 2004 dans trente stations européennes réparties dans onze pays. Ce sont l'Autrichienne Karin Blaser et son compatriote Matthias Lanzinger qui remportent les classements généraux.

## Déroulement de la saison
La saison débute par un slalom Åre le 2 décembre 2003 pour les hommes et une descente à Ponte di Legno (seulement, à cause d'annulations dont Špindlerův Mlýn) le 18 décembre pour les femmes. Elle comporte, après annulations et reports, seize étapes masculines et quinze étapes féminines réparties dans onze pays. Les finales ont lieu du 8 au 13 mars 2004 dans la station espagnole de Sierra Nevada. La saison est marquée par l'introduction du slalom indoor, la disparition (temporaire) du combiné alpin du calendrier et la présence d'épreuves par équipe. La formule du slalom indoor est dite du « KO slalom ». Sur un parcours court (une vingtaine de secondes) les skieurs effectuent deux passages de qualification. Leurs temps sont additionnés et les trente meilleurs sont qualifiés pour le tournoi principal. Les dix-huit meilleurs temps de la première manche se qualifient pour une seconde manche, puis les neuf meilleurs de cette seconde manche accèdent a une troisième et dernière manche. Pour les neuf meilleurs, le classement est établi en faisant la somme des deuxième et troisième manches. Pour les neuf suivants se sont les temps de la seconde manche qui sont pris en compte, et pour les douze restant ceux de la troisième manche.
Chez les dames l'Autrichienne Karin Blaser, spécialiste de la vitesse s’adjuge le globe de descente et le gros globe (elle est également quatrième du super G). Chez les hommes c'est également un Autrichien qui s'impose au classement général, le polyvalent Matthias Lanzinger. S'il ne remporte le classement d'aucune spécialité, il est dans le top cinq de trois d'entre eux : deuxième en super G, quatrième en descente et en slalom géant. Chez les femmes comme chez les hommes les équipes autrichiennes dominent globalement les épreuves de vitesse alors que les épreuves techniques sont plus disputées.

### Saison des messieurs
| \| Åre Ål Le Pas de la Case Sierra Nevada \| Sites des compétitions en Europe (hors des Alpes) |
| Åre Ål Le Pas de la Case Sierra Nevada                                                         |

| \| Obereggen Ponte di Legno Donnersbachwald Les Ménuires Todtnau Altenmarkt im Pongau Tarvisio St-Moritz Les Orres Hermagor Kranjska Gora \| Les sites des compétitions situés dans les Alpes |
| Obereggen Ponte di Legno Donnersbachwald Les Ménuires Todtnau Altenmarkt im Pongau Tarvisio St-Moritz Les Orres Hermagor Kranjska Gora                                                        |

### Saison des dames
| \| Abetone La Molina Sierra Nevada \| Sites des compétitions en Europe (hors des Alpes) |
| Abetone La Molina Sierra Nevada                                                         |

| \| Ponte di Legno Passo del Tonale Tignes La Plagne Loèche-les-Bains Innerkrems Roccaraso Bardonnèche Lenggries Rogla Krompachy Sankt Sebastian Lachtal \| Les sites des compétitions situés dans les Alpes |
| Ponte di Legno Passo del Tonale Tignes La Plagne Loèche-les-Bains Innerkrems Roccaraso Bardonnèche Lenggries Rogla Krompachy Sankt Sebastian Lachtal                                                        |

## Classement général
Les vainqueurs des classements généraux sont les Autrichiens Karin Blaser, spécialiste des épreuves de vitesse, et Matthias Lanzinger, skieur polyvalent (deuxième en super G, quatrième en descente et en slalom géant). Chez les femmes comme chez les hommes aussi le classement général est dominé par l'équipe autrichienne : les deux premières places dans les deux classements, quatre parmi les cinq premiers et même six dans les dix chez les hommes, cinq dans les sept premières chez les femmes,.
La saison masculine comprend, le 12 décembre 2003 à Obereggen, un « KO slalom » qui n'est pas pris en compte dans le classement de la spécialité, mais l'est pour le classement général.
| Rang | Nom                       | Points | Victoire(s) | Podium(s) |
| ---- | ------------------------- | ------ | ----------- | --------- |
| 1    | Matthias Lanzinger        | 765    | 2           | 4         |
| 2    | Thomas Graggaber (de)     | 702    | 2           | 5         |
| 3    | Manfred Mölgg             | 690    | 2           | 6         |
| 4    | Reinfried Herbst          | 625    | 2           | 4         |
| 5    | Mario Scheiber            | 578    | 1           | 4         |
| 6    | Alexander Ploner          | 529    | 2           | 5         |
| 7    | Hannes Reiter (de)        | 495    | 2           | 4         |
| 8    | Patrick Thaler            | 484    | 2           | 3         |
| 9    | Johan Clarey              | 465    | 2           | 4         |
| 10   | Christoph Kornberger (de) | 452    | 1           | 3         |

| Rang | Nom                        | Points | Victoire(s) | Podium(s) |
| ---- | -------------------------- | ------ | ----------- | --------- |
| 1    | Karin Blaser               | 940    | '5          | 7         |
| 2    | Kathrin Zettel             | 904    | 2           | 7         |
| 3    | Jessica Walter (de)        | 629    | 1           | 3         |
| 4    | Andrea Fischbacher         | 602    | 1           | 3         |
| 5    | Jessica Pünchera (de)      | 589    | 0           | 2         |
| 6    | Kathrin Wilhelm (de)       | 587    | 4           | 5         |
| 7    | Astrid Vierthaler (de)     | 567    | 1           | 4         |
| 8    | Monika Bergmann-Schmuderer | 506    | 3           | 5         |
| 9    | Nadia Fanchini             | 492    | 1           | 3         |
| 10   | Audrey Peltier (it)        | 491    | 1           | 4         |

## Classements de chaque discipline
Les noms en gras remportent les titres des disciplines.

### Descente
Les vainqueurs des classements de descente sont les Autrichiens Karin Blaser et Thomas Graggaber (de). Le podium féminin est 100% autrichien, mais avec un gros écart entre la vainqueur (Karin Blaser, 567 points, cinq victoires en sept courses) et la troisième (Daniela Müller (de), 298 points). Chez les hommes, s'il y a aussi quatre autrichiens parmi les cinq premiers, le Français Johan Clarey se classe deuxième et prive l'Autriche d'un autre triplé. Les deux hommes, Graggaber et Clarey, comptent tous les deux deux courses victorieuses mais la régularité de l'autrichien (cinq podiums en huit courses) lui offre la victoire finale.
| Rang | Nom                       | Points | Victoire(s) | Podium(s) |
| ---- | ------------------------- | ------ | ----------- | --------- |
| 1    | Thomas Graggaber (de)     | 564    | 2           | 5         |
| 2    | Johan Clarey              | 465    | 2           | 3         |
| 3    | Mario Scheiber            | 391    | 1           | 3         |
| 4    | Matthias Lanzinger        | 327    | 1           | 2         |
| 5    | Christoph Kornberger (de) | 314    |             | 2         |
| 6    | Andreas Buder             | 286    |             | 2         |
| 7    | Josef Strobl              | 285    | 1           | 3         |
| 8    | Georg Streitberger        | 218    |             | 2         |
| 9    | Jürg Grünenfelder         | 195    |             | 1         |
| 10   | Matteo Berbenni (it)      | 173    |             |           |

| Rang | Nom                    | Points | Victoire(s) | Podium(s) |
| ---- | ---------------------- | ------ | ----------- | --------- |
| 1    | Karin Blaser           | 567    | 5           | 5         |
| 2    | Astrid Vierthaler (de) | 415    | 1           | 3         |
| 3    | Silvia Berger          | 298    | 1           | 2         |
| 4    | Chiara Maj (it)        | 261    |             | 1         |
| 5    | Katharina Dormer       | 249    |             |           |
| 6    | Nadja Kamer            | 198    | 1           | 1         |
| 7    | Marie Marchand-Arvier  | 177    |             | 1         |
| 8    | Bryna McCarty (it)     | 171    |             | 2         |
| 9    | Elena Fanchini         | 159    |             | 1         |
| 10   | Andrea Felber (de)     | 142    |             |           |

### Super G
Les vainqueurs des classements de super G sont les autrichiens Kathrin Wilhelm (de) et Georg Streitberger. Chez les femmes Wilhelm domine largement la saison avec quatre victoires en six courses et l'Autriche réussi un doublé avec Andrea Fischbacher.
Chez les hommes la saison est amputée de quelques courses et le classement ne se fait finalement que sur trois épreuves. Il est logiquement très serré, et trusté par l'équipe autrichienne : les huit meilleurs skieurs de la saison sont autrichiens, et même dix des onze meilleurs.
| Rang | Nom                       | Points | Victoire(s) | Podium(s) |
| ---- | ------------------------- | ------ | ----------- | --------- |
| 1    | Georg Streitberger        | 160    | 1           | 1         |
| 2    | Matthias Lanzinger        | 145    | 1           | 1         |
| 3    | Mario Scheiber            | 139    |             | 1         |
| 4    | Andreas Buder             | 138    |             | 1         |
| 5    | Christoph Kornberger (de) | 135    | 1           | 1         |
| 6    | Thomas Graggaber (de)     | 119    |             |           |
| 7    | Christoph Alster (de)     | 115    |             |           |
| 8    | Josef Strobl              | 112    |             | 1         |
| 9    | Werner Heel               | 96     |             |           |
| 10   | Hannes Reichelt           | 94     |             |           |

| Rang | Nom                    | Points | Victoire(s) | Podium(s) |
| ---- | ---------------------- | ------ | ----------- | --------- |
| 1    | Kathrin Wilhelm (de)   | 445    | 4           | 4         |
| 2    | Andrea Fischbacher     | 340    | 1           | 4         |
| 3    | Nadia Fanchini         | 284    |             | 2         |
| 4    | Karin Blaser           | 279    |             | 2         |
| 5    | Elena Tagliabue (it)   | 175    |             | 1         |
| 6    | Carolina Ruiz Castillo | 172    |             |           |
| 7    | Astrid Vierthaler (de) | 152    |             |           |
| 8    | Martina Bühler (it)    | 140    |             |           |
| 9    | Bryna McCarty (it)     | 116    | 1           | 1         |
| 10   | Regina Mader           | 106    |             |           |
| 10   | Martina Lechner (de)   | 106    |             | 1         |

### Géant
Les vainqueurs des classements de slalom géant sont la Française Audrey Peltier (it) et l'Italien Alexander Ploner au cours d'une saison comprenant beaucoup de courses : dix pour les hommes et onze pour les femmes. Les équipes de France et d'Italie réalisent même deux doublés. En effet Laurence Lazier (it) est la dauphine d'Audrey Peltier tandis que Manfred Mölgg est celui d'Alexander Ploner.
| Rang | Nom                   | Points | Victoire(s) | Podium(s) |
| ---- | --------------------- | ------ | ----------- | --------- |
| 1    | Alexander Ploner      | 529    | 2           | 5         |
| 2    | Manfred Mölgg         | 514    | 2           | 4         |
| 3    | Hannes Reiter (de)    | 392    | 2           | 2         |
| 4    | Matthias Lanzinger    | 293    |             | 1         |
| 5    | Reinfried Herbst      | 284    |             | 2         |
| 6    | Patrick Bechter       | 280    | 1           | 1         |
| 7    | Dane Spencer          | 250    | 1           | 2         |
| 8    | Fredrik Nyberg        | 220    | 1           | 2         |
| 9    | Bernard Vajdič        | 213    |             |           |
| 9    | Gauthier de Tessières | 213    |             | 1         |

| Rang | Nom                        | Points | Victoire(s) | Podium(s) |
| ---- | -------------------------- | ------ | ----------- | --------- |
| 1    | Audrey Peltier (it)        | 459    | 0           | 5         |
| 2    | Laurence Lazier (it)       | 396    | 1           | 2         |
| 3    | Kathrin Zettel             | 379    |             | 2         |
| 4    | Sophie Splawinski (it)     | 344    | 1           | 2         |
| 5    | Dagmara Krzyżyńska (pl)    | 340    | 1           | 2         |
| 6    | Emmanuelle Colomban (it)   | 319    | 1           | 1         |
| 7    | Maddalena Planatscher (it) | 310    |             | 2         |
| 8    | Lilian Kummer              | 276    | 2           | 2         |
| 9    | Geneviève Simard           | 220    | 1           | 2         |
| 10   | Christine Hargin (it)      | 212    |             | 1         |

### Slalom
Les vainqueurs des classements de slalom sont l'Allemande Monika Bergmann-Schmuderer et la Slovaque Veronika Zuzulová, ex-aequo, et côté masculin l'Italien Patrick Thaler. À noter que la saison masculine a comporté un slalom « KO », le 12 décembre 2003 à Obereggen qui n'est pas comptabilisé dans le classement de la spécialité.
| Rang | Nom                  | Points | Victoire(s) | Podium(s) |
| ---- | -------------------- | ------ | ----------- | --------- |
| 1    | Patrick Thaler       | 393    | 2           | 4         |
| 2    | Reinfried Herbst     | 312    | 2           | 2         |
| 2    | Lucas Senoner (it)   | 312    | 2           | 2         |
| 4    | Martin Hansson       | 310    |             |           |
| 5    | Hannes Paul Schmid   | 304    |             | 2         |
| 6    | Alan Perathoner (it) | 297    |             | 2         |
| 7    | Alois Vogl           | 247    | 1           | 2         |
| 8    | Manfred Pranger      | 245    | 2           | 2         |
| 9    | Kilian Albrecht      | 244    |             | 1         |
| 10   | Martin Marinac       | 236    |             | 1         |

| Rang | Nom                        | Points | Victoire(s) | Podium(s) |
| ---- | -------------------------- | ------ | ----------- | --------- |
| 1    | Monika Bergmann-Schmuderer | 460    | 3           | 5         |
| 1    | Veronika Zuzulová          | 460    | 2           | 4         |
| 3    | Nika Fleiss                | 439    | 1           | 1         |
| 4    | Kathrin Zettel             | 431    | 2           | 2         |
| 5    | Jessica Walter (de)        | 381    | 1           | 2         |
| 6    | Malin Hultdin (it)         | 340    | 1           | 1         |
| 7    | Jessica Pünchera (de)      | 326    |             | 2         |
| 8    | Christine Hargin (it)      | 274    |             |           |
| 9    | Henna Raita                | 265    |             | 1         |
| 10   | Daniela Zeiser (de)        | 260    | 1           | 1         |

## Calendrier et résultats

### Messieurs
| N°      | Lieu                   | Date             | Épreuve          | Vainqueur                 | Deuxième              | Troisième                                |
| ------- | ---------------------- | ---------------- | ---------------- | ------------------------- | --------------------- | ---------------------------------------- |
| 1       | Åre                    | 2 décembre 2003  | Slalom           | Patrick Thaler            | Manfred Mölgg         | Jukka Leino                              |
| 2       | Ål                     | 4 décembre 2003  | Géant            | Hannes Reiter (de)        | Gauthier de Tessières | Alexander Ploner                         |
| 3       | Ål                     | 5 décembre 2003  | Géant            | Hannes Reiter (de)        | Alexander Ploner      | Reinfried Herbst                         |
| 4       | San Vigilio di Marebbe | 11 décembre 2003 | Géant            | Patrick Bechter           | Thomas Grandi         | Daniel Albrecht                          |
| 5       | Obereggen              | 12 décembre 2003 | KO slalom        | Manfred Pranger           | Jure Košir            | Kilian Albrecht                          |
| 6       | Ponte di Legno         | 17 décembre 2003 | Descente,        | Matthias Lanzinger        | Jürg Grünenfelder     | Georg Streitberger                       |
| 7       | Ponte di Legno         | 18 décembre 2003 | Descente,        | Mario Scheiber            | Thomas Graggaber (de) | Georg Streitberger                       |
| 8       | Donnersbachwald        | 19 décembre 2003 | Slalom           | Manfred Pranger           | Jure Košir            | Silvan Zurbriggen                        |
| 9       | Donnersbachwald        | 20 décembre 2003 | Slalom           | Patrick Thaler            | Andrej Šporn          | Alois Vogl                               |
| 10      | Les Menuires           | 6 janvier 2004   | Slalom           | Alois Vogl                | Hannes Paul Schmid    | Kilian Albrecht                          |
| 11      | Les Menuires           | 7 janvier 2004   | Slalom           | Jean-Pierre Vidal         | Hannes Paul Schmid    | Patrick Thaler                           |
| 12      | Todtnau                | 10 janvier 2004  | Slalom           | Reinfried Herbst          | Patrick Thaler        | Alan Perathoner (it)                     |
| 13      | Todtnau                | 11 janvier 2004  | Slalom           | Reinfried Herbst          | Cristian Deville      | Matteo Nana                              |
| 14      | Altenmarkt im Pongau   | 21 janvier 2004  | Descente sprint, | Steven Nyman              | Johan Clarey          | Matthias Lanzinger                       |
| 15      | Altenmarkt im Pongau   | 22 janvier 2004  | Descente sprint, | Johan Clarey              | Thomas Graggaber (de) | Christoph Kornberger (de) Mario Scheiber |
| 16      | Altenmarkt im Pongau   | 22 janvier 2004  | Super G          | Georg Streitberger        | Andreas Buder         | Mario Scheiber                           |
| 17      | Tarvisio               | 27 janvier 2004  | Descente         | Johan Clarey              | Andreas Buder         | Josef Strobl                             |
| 18      | Tarvisio               | 28 janvier 2004  | Descente         | Josef Strobl              | Thomas Graggaber (de) | Andreas Buder                            |
| 19      | Saint-Moritz           | 30 janvier 2004  | Géant,           | Dane Spencer              | Fredrik Nyberg        | Sami Uotila                              |
| 20      | Saint-Moritz           | 31 janvier 2004  | Géant,           | Fredrik Nyberg            | Manfred Mölgg         | Aleš Gorza                               |
| 21      | Les Orres              | 4 février 2004   | Descente         | Thomas Graggaber (de)     | Josef Strobl          | Patrick Staudacher                       |
| 22      | Les Orres              | 5 février 2004   | Descente         | Thomas Graggaber (de)     | Mario Scheiber        | Christoph Kornberger (de)                |
| 23      | Les Orres              | 6 février 2004   | Super G          | Matthias Lanzinger        | Konrad Hari           | Hannes Reiter (de)                       |
| 24      | Hermagor               | 20 février 2004  | Géant            | Marco Büchel              | Matthias Lanzinger    | Dane Spencer                             |
| 25      | Hermagor               | 21 février 2004  | Géant            | Manfred Mölgg             | Marco Büchel          | Hannes Reiter (de)                       |
| 26      | Kranjska Gora          | 1er mars 2004    | Slalom           | Lucas Senoner (it)        | Mitja Dragšič         | Sébastien Amiez                          |
| 27      | Kranjska Gora          | 2 mars 2004      | Slalom           | Ted Ligety                | Andrej Šporn          | Martin Marinac                           |
| 28      | Le Pas de la Case      | 1er mars 2004    | Géant            | Alexander Ploner          | Kjetil Jansrud        | Aleš Gorza                               |
| 29      | Le Pas de la Case      | 2 mars 2004      | Géant            | Alexander Ploner          | Manfred Mölgg         | Reinfried Herbst                         |
| Finales |                        |                  |                  |                           |                       |                                          |
| 30      | Sierra Nevada          | 8 mars 2004      | Slalom           | Lucas Senoner (it)        | Alan Perathoner (it)  | Manfred Mölgg                            |
| 31      | Sierra Nevada          | 9 mars 2004      | Géant            | Manfred Mölgg             | Alexander Ploner      | Patrick Bechter                          |
| 32      | Sierra Nevada          | 11 mars 2004     | Super G          | Christoph Kornberger (de) | Josef Strobl          | David Poisson                            |

### Dames
| N°      | Lieu             | Date             | Épreuve  | Vainqueur                   | Deuxième                    | Troisième                  |
| ------- | ---------------- | ---------------- | -------- | --------------------------- | --------------------------- | -------------------------- |
| 1       | Ponte di Legno   | 18 décembre 2003 | Descente | Karin Blaser                | Astrid Vierthaler (de)      | Daniela Müller (de)        |
| 2       | Ponte di Legno   | 19 décembre 2003 | Descente | Karin Blaser                | Marie Marchand-Arvier       | Elena Fanchini             |
| 3       | Ponte di Legno   | 20 décembre 2003 | Super G  | Andrea Fischbacher          | Nadia Fanchini              | Allison Forsyth            |
| 4       | Passo del Tonale | 21 décembre 2003 | Slalom,  | Veronika Zuzulová           | Line Viken (it)             | Nicole Gius                |
| 5       | Passo del Tonale | 22 décembre 2003 | Slalom,  | Monika Bergmann-Schmuderer  | Annemarie Gerg              | Therese Borssén            |
| 6       | Tignes           | 5 janvier 2004   | Super G  | Kathrin Wilhelm (de)        | Martina Lechner (de)        | Karin Blaser               |
| 7       | Tignes           | 7 janvier 2004   | Descente | Karin Blaser                | Chiara Maj (it)             | Katharina Dormer           |
| 8       | Tignes           | 8 janvier 2004   | Descente | Karin Blaser                | Astrid Vierthaler (de)      | Bryna McCarty (it)         |
| 9       | La Plagne        | 10 janvier 2004  | Slalom,  | Monika Bergmann-Schmuderer  | Šárka Strachová             | Laure Pequegnot            |
| 10      | Loèche-les-Bains | 16 janvier 2004  | Slalom   | Malin Hultdin (it)          | Karina Birkelund (it)       | Therese Borssén            |
| 11      | Innerkrems       | 21 janvier 2004  | Descente | Karin Blaser                | Bryna McCarty (it)          | Silvia Berger              |
| 12      | Innerkrems       | 22 janvier 2004  | Descente | Astrid Vierthaler (de)      | Nadja Kamer                 | Stacey Cook                |
| 13      | Innerkrems       | 23 janvier 2004  | Super G  | Bryna McCarty (it)          | Andrea Fischbacher          | Karin Blaser               |
| 14      | Roccaraso        | 26 janvier 2004  | Géant    | Lilian Kummer               | Kathrin Zettel              | Audrey Peltier (it)        |
| 15      | Roccaraso        | 27 janvier 2004  | Géant    | Lilian Kummer               | Maddalena Planatscher (it)  | Christine Hargin (it)      |
| 16      | Abetone          | 29 janvier 2004  | Géant    | Manuela Mölgg               | Dagmara Krzyżyńska (pl)     | Jessica Kelley (it)        |
| 17      | Abetone          | 30 janvier 2004  | Géant    | Dagmara Krzyżyńska (pl)     | Sophie Splawinski (it)      | Audrey Peltier (it)        |
| 18      | Bardonnèche      | 2 février 2004   | Super G  | Kathrin Wilhelm (de)        | Andrea Fischbacher          | Andrea Felber (de)         |
| 19      | Bardonnèche      | 3 février 2004   | Super G  | Kathrin Wilhelm (de)        | Andrea Fischbacher          | Elena Tagliabue (it)       |
| 20      | Lenggries        | 5 février 2004   | Slalom   | Šárka Strachová             | Monika Bergmann-Schmuderer  | Line Viken (it)            |
| 21      | Lenggries        | 6 février 2004   | Slalom   | Jessica Walter (de)         | Kathrin Zettel              | Veronika Zuzulová          |
| 22      | Rogla            | 17 février 2004  | Slalom   | Nika Fleiss                 | Kathrin Zettel              | Henna Raita                |
| 23      | Rogla            | 18 février 2004  | Slalom   | Kathrin Zettel              | Nika Fleiss                 | Jessica Walter (de)        |
| 24      | Krompachy        | 21 février 2004  | Géant    | Kaylin Richardson           | Jessica Walter (de)         | Brigitte Acton             |
| 25      | Krompachy        | 22 février 2004  | Slalom   | Monika Bergmann-Schmuderer  | Michaela Kirchgasser        | Veronika Zuzulová          |
| 26      | Krompachy        | 23 février 2004  | Slalom,  | Veronika Zuzulová           | Monika Bergmann-Schmuderer  | Florine de Leymarie        |
| 27      | Sankt Sebastian  | 27 février 2004  | Géant    | Laurence Lazier (it)        | Geneviève Simard            | Caroline Lalive            |
| 28      | Sankt Sebastian  | 28 février 2004  | Slalom   | Kathrin Zettel              | Jessica Pünchera (de)       | Kathrin Hölzl              |
| 29      | Lachtal          | 1er mars 2004    | Géant    | Sophie Splawinski (it)      | Audrey Peltier (it)         | Laurence Lazier (it)       |
| 30      | Lachtal          | 2 mars 2004      | Géant    | Geneviève Simard            | Denise Karbon               | Kathrin Wilhelm (de)       |
| 31      | La Molina        | 5 mars 2004      | Géant    | Karina Birkelund (it)       | María José Rienda Contreras | Maddalena Planatscher (it) |
| 32      | La Molina        | 6 mars 2004      | Géant    | María José Rienda Contreras | Kathrin Zettel              | Audrey Peltier (it)        |
| Finales |                  |                  |          |                             |                             |                            |
| 33      | Sierra Nevada    | 8 mars 2004      | Super G  | Kathrin Wilhelm (de)        | Kathrin Zettel              | Nadia Fanchini             |
| 34      | Sierra Nevada    | 10 mars 2004     | Descente | Nadja Kamer                 | Daniela Müller (de)         | Astrid Vierthaler (de)     |
| 35      | Sierra Nevada    | 12 mars 2004     | Géant    | Emmanuelle Colomban (it)    | Silke Bachmann              | Audrey Peltier (it)        |
| 36      | Sierra Nevada    | 13 mars 2004     | Slalom   | Daniela Zeiser (de)         | Jessica Pünchera (de)       | Silke Bachmann             |

### Épreuves mixtes
À l'occasion des finales de Sierra Nevada deux épreuves par équipes mixtes sont organisées.
Une compétition parallèle par équipe, qui voit huit équipes s'affronter sur un slalom parallèle, chaque équipe étant composée de deux skieuses et deux skieurs. Les huit équipes sont la Suisse, la Slovénie, l'Autriche, la France, l'Italie, l'Espagne et deux équipes plurinationales : Allemagne / Autriche et Suède / Slovénie / République tchèque. 
Le « Grand prix des nations » qui oppose sept équipes également composée de deux femmes et deux hommes sur deux épreuves combinées : un super-G et un slalom géant. Les équipes sont : Suisse, France, Italie, Autriche, Espagne (deux équipes) et une équipe plurinationale regroupant des athlètes Andorrans, Finlandais et Tchèques.
| N° | Lieu          | Date         | Épreuve                | Vainqueur                                                      | Deuxième                                                          | Troisième                                                                                      |
| -- | ------------- | ------------ | ---------------------- | -------------------------------------------------------------- | ----------------------------------------------------------------- | ---------------------------------------------------------------------------------------------- |
| 1  | Sierra Nevada | 10 mars 2004 | Parallèle par équipe   | Nadja Kamer Marc Berthod Philipp Käslin (it) Ella Alpiger      | Andrej Šporn Ana Kobal (it) Bernard Vajdič Urška Rabič            | Christian Flaschberger (de) Martina Geisler (de) Martin Kroisleitner (it) Manuela Suitner (it) |
| 2  | Sierra Nevada | 11 mars 2004 | Grand prix des nations | Ella Alpiger Konrad Hari Martina Bühler (it) Jürg Grünenfelder | Isa Tripard (it) Freddy Rech Aurélie Santon Gauthier de Tessières | Alexandra Coletti Manuel Carrozza (it) Silke Bachmann Stefan Thanei                            |